# 格拉斯伯格矿场
格拉斯伯格铜矿（Grasberg mine）位于印度尼西亚巴布亚省米米卡县，于1988年由自由港麦克莫兰铜金公司（Freeport-McMoRan Copper & Gold ，：FCX）发现，这家公司是一家总部设在美国的自然资源生产企业。格拉斯伯格露天开采始于1990年，预计将持续到2016年。自由港公司拥有该矿约67.3%的股份，其余股份由力拓公司（Rio Tinto）、印度尼西亚政府及印尼铜矿投资公司（PT Indocopper Investama）分享。
格拉斯伯格铜矿已探明铜矿石储量28亿吨，矿石还含有金和银。据路透社报道，这个铜矿通常每天露采铜矿14万吨，地采铜矿8万吨。
然而，2013年5月14日，格拉斯伯格铜矿的隧道坍塌，造成28人死亡。据路透社报道，这是印度尼西亚历史上最严重的矿难之一。因此，矿山从5月15日起暂停运行，直到7月9日才重新启动。矿山虽然已经恢复开采，自由港公司格拉斯伯格今年的产量因此将下降五分之一。
2015年的谈判中，印尼自由港公司同意将现有6座铜金矿中的4座归还给印尼，印尼自由港公司持有的矿权面积将从原来的21.3万公顷减少为9万公顷，减少幅度高达约60%。印尼能矿部长苏迪尔曼·萨义德表示，上述约60%的矿权将归还给印尼国家，然后由印尼地方政府运作经营，如果地方政府无法自主运营，中央政府将通过国企协助其经营。2017年7月，印尼能矿部长伊格内修斯·佐南（Ignasius Jonan）在美国休斯顿与印尼自由港公司总裁兼首席执行官理查德·C·阿德克森（Richard C Adkerson）会晤，确认自由港公司对该矿场的运营延长至2031年。

## 资料来源
1. ↑  . www.mining-technology.com.   [2017-07-15]. （原始内容存档于2021-03-23）. Copper is the primary commodity, with a proven and provable reserve of 2.8 billion tonnes of 1.09%.
2. ↑  Yayat Supriatna. . www.reuters.com. 2013-05-31  [2017-07-15]. （原始内容存档于2013-06-16）. Open-pit mining at Grasberg normally produces around 140,000 tons of copper ore a day, while underground operations yield 80,000 tons.
3. ↑  . www.reuters.com. 2013-07-09  [2017-07-15]. （原始内容存档于2013-08-09）. Soetjipto told reporters earlier it would take one month for underground mining operations to return to full capacity, adding the mine would only produce 80 percent of its targeted output of copper, gold and silver concentrate this year.
4. ↑  . www.mofcom.gov.cn.   [2017-01-08].[]
5. ↑  xin. . www.shangbaoindonesia.com. 印尼华商. 2017-07-25  [2017-07-26]. （原始内容存档于2017-07-25）.